# Дајла
Дајла (итал. Daila) је насељено место у Републици Хрватској у Истарској жупанији. Административно је у саставу града Новиграда.

## Положај
Дајла се налази у јужном делу истоимене увале. Од рта Дајла и Велог пунтала море се увукло у копно око 1.000 метара правећи залив и малу лучицу. Развило се у северном делу (Каригадор), где је била лука коју су користили становници околног подручја, нарочито Бртонигле. Данашње се насеље проширило кућама за одмор око обале целог залива, а у непосредном залеђу увале и уз пут који води дуж обале налазе се засеоци Зидине, Фермићи, Шајини, Миловац и Пунта.

## Историја
Подручје је настањено још у римско доба о чему сведоче бројни остаци ладањских кућа (вила рустика), камених уломака натписа и гробова. У 5. и 6. веку подручје Дајле насељавају грчки монаси и граде први манастир уз ранохришћанску базилику од које су сачувани остаци подног мозаика. У 9. веку Дајла је бенедиктински ценобиј (лат. coenobium, грч. koinóbion (koinóbios= општи заједнички живот)) — самостан. Топоним Ayla први пут се помиње 1208. године када посед добија аквилејски патријарх. Следећи векови су занимљиви су јер се посед често напушта и још чешће мења власнике. Из непознатих разлога Дајла је напуштена у 13. веку и долази у посед новиградских бискупа. Година 1273. бискуп Николо посед поклања богатој копарској породици Сабини. Племићка породица је обновила самостан и саградила каштел — Каштел Дајла (Castrum Dailae).

## Становништво
На попису становништва 2011. године, Дајла је имала 396 становника.
Становништво се углавном бави пољопривредом (винова лоза, маслине, жито), рибарством, а у последње време и туризмом.
Према попису становништва из 2001. године у насељу Дајла живела су 364 становника који су живели у 101 породична домаћинства.
Кретање броја становника по пописима 1857—2001.
| година пописа  | 1857. | 1869. | 1880. | 1890. | 1900. | 1910. | 1921. | 1931. | 1948. | 1953. | 1961. | 1971. | 1981. | 1991. | 2001. |
| бр. становника | 0     | 0     | 196   | 228   | 242   | 289   | 0     | 297   | 419   | 272   | 316   | 354   | 364   | 307   | 364   |

Напомена:У 1857., 1869. и 1921. подаци су садржани у насељу Новиград, као и део података у 1880. и 1890. У 2001. смањено издвајањем насеља Мареда за које садржи део података до 1991

## Попис1991.
На попису становништва 1991. године, насељено место Дајла је имало 307 становника, следећег националног састава:
| Попис 1991.‍  | Попис 1991.‍  | Попис 1991.‍ | Попис 1991.‍ | Попис 1991.‍ |
| ------------ | ------------ | ----------- | ----------- | ----------- |
|              |              |             |             |             |
| Хрвати       | Хрвати       |             | 154         | 50,16%      |
| Италијани    | Италијани    |             | 15          | 4,88%       |
| Срби         | Срби         |             | 9           | 2,93%       |
| Словенци     | Словенци     |             | 7           | 2,28%       |
| Југословени  | Југословени  |             | 1           | 0,32%       |
| Мађари       | Мађари       |             | 1           | 0,32%       |
| остали       | остали       |             | 3           | 0,97%       |
| неопредељени | неопредељени |             | 12          | 3,90%       |
| регион. опр. | регион. опр. |             | 105         | 34,20%      |
| укупно: 307  |              |             |             |             |